# Miguel Fernandez (Cartoonist)

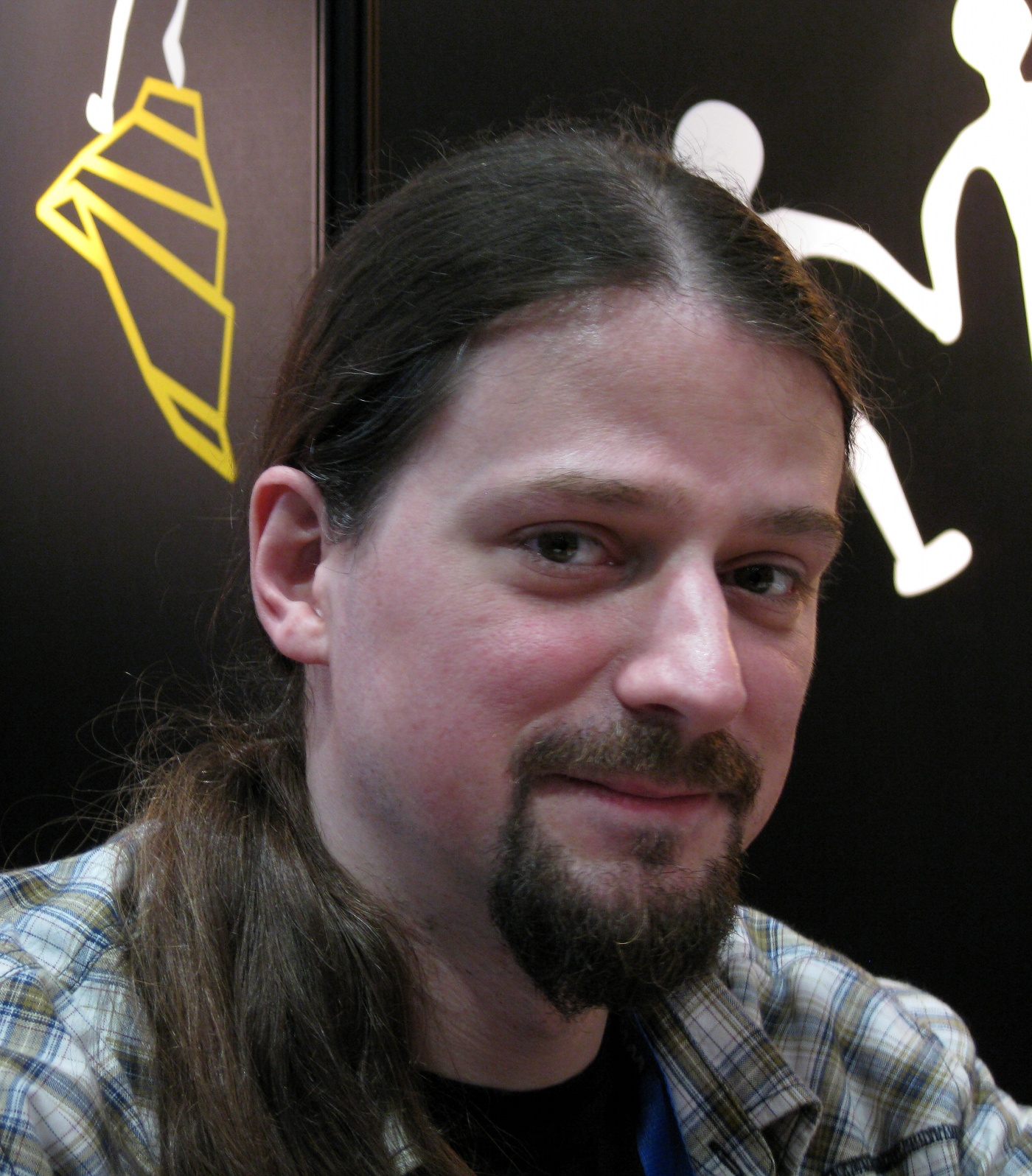
Miguel Fernandez auf der Leipziger Buchmesse 2009

Miguel Fernandez (* 1974 in Stadthagen) ist ein deutscher Comiczeichner, -autor, Illustrator und Cartoonist.

## Leben
Miguel Fernandez wurde 1974 in der Nähe von Hannover geboren. Sein Vater ist Spanier. Fernandez schlug erst eine wirtschaftliche Laufbahn ein, bevor er Kommunikationsdesign studierte. Anfang 2005 absolvierte er seine Diplomprüfung mit dem Comicalbum Felsfest Open Air, seitdem arbeitet er als Illustrator und Cartoonist. 
Fernandez ist Autor und Zeichner der Serie Gegen den Strich, die seit 2006 in Zeitschriften und Magazinen im In- und Ausland veröffentlicht wird. In Buchform erscheinen seine Arbeiten im Lappan Verlag. 2011 und 2012 war er Lehrbeauftragter der Fachhochschule Hannover für grafisches Erzählen und Storyboard.
Wohnhaft ist der Künstler mit seiner Familie in Hagenburg am Steinhuder Meer und spricht (auch) plattdeutsch.

## Werke
- 2005 Felsfest Open Air (Comicalbum, Schwarzer Turm Verlag)
- 2007 Alter Mann (Musikvideo für die Band Knorkator zusammen mit Jan Bintakies)
- 2009 Wehe, du kotzt mir auf die Theke! (Cartoons, Lappan Verlag)
- 2010 Die Fliege ist nur aufgedruckt (Cartoons, Lappan Verlag)
- 2012 Ja Hallo! (Cartoons, Lappan Verlag)
- 2013 SelberToonBuch (Kritzelbuch, Lappan Verlag)
- 2014 Der ganz normale Bahnsinn (Bahn-Cartoons, Lappan Verlag)
- 2015 Nur das Beste (Cartoons, Lappan Verlag)
- 2016 Das Anti-Fitness-Buch (Fitness-Cartoons, Lappan Verlag)
- 2016 Sch... Bescherung (Weihnachts-Cartoons, Lappan Verlag)
- 2017 Der helle Bahnsinn (Bahn-Cartoons, Lappan Verlag)

## Kooperationen
- 2015 Happy Metal (zusammen mit Till Burgwächter)
- seit 2009 Geschafft (Geschenkbuchreihe, zusammen mit Michael Kernbach)

## Auszeichnungen
- 2009 nominiert für den "Sondermann"
- 2013 erster Platz beim Kunstpreis der Giordano-Bruno-Stiftung "Der freche Mario"
- 2013 zweiter Preisträger "Deutscher Cartoonpreis"
- 2014 Gewinner des "Cartoonair"-Publikumspreises